# Баскетболист года конференции Metro
Баскетболист года конференции Metro (англ. Metro Conference Men's Basketball Player of the Year) — это ежегодная баскетбольная награда, вручавшаяся по результатам голосования лучшему баскетболисту среди студентов конференции Metro, входившей в I дивизион NCAA. Голосование проводилось среди главных тренеров команд, входивших в конференцию, к тому же свои голоса тренеры подавали после окончания регулярного чемпионата, но перед стартом турнира плей-офф, то есть в начале марта, причём они не могли голосовать за собственных подопечных. Награда была учреждена и впервые вручена Гэри Йодеру из университета Цинциннати в сезоне 1976/77 годов.
Полное название данной конференции Metropolitan Collegiate Athletic (MCAC), но в обществе закрепилось её сокращённое название Metro. Официально она начала свою деятельность в 1975 году, тогда в неё входило шесть команд, в следующем году в неё включили ещё одну команду. С течением времени, при образовании новых университетов, количество команд в конференции увеличилось до восьми. В 1995 году эта конференция объединилась с конференцией Great Midwest, вместе они сформировали новую конференцию, которая получила название США. В последний раз награда была вручена перед объединением конференций Джарвису Лэнгу из университета Северной Каролины в Шарлотт в сезоне 1994/95 годов.
Только три игрока, Кит Ли, Кларенс Уизерспун и Клиффорд Розье, получали награду по несколько раз, причём Уизерспун получал её три раза, кроме того лишь один игрок, тот же Кит Ли, становился лауреатом премии, будучи первокурсником. Три раза обладателями этой премии становились сразу два игрока (1978, 1981 и 1988). Чаще других обладателями этой награды становились баскетболисты Луисвиллского университета (8 раз).

## Легенда
|           | Сообладатели награды |
| *         | Становились лауреатами Приза Джеймса Нейсмита (1969—) или Приза Джона Вудена (1977—), либо признавались баскетболистом года среди студентов по версии UPI (1955—1996) или Helms Foundation (1905—1979) |
| Игрок (X) | Количество титулов |

## Победители
| Сезон   | Игрок                 | Фото | Университет                             | Позиция                                                      | Год обучения | Примечания |
| ------- | --------------------- | ---- | --------------------------------------- | ------------------------------------------------------------ | ------------ | ---------- |
| 1976/77 | Гэри Йодер            |      | Университет Цинциннати                  | Атакующий защитник                                           | Четвёртый    | [ 1 ]      |
| 1977/78 | Гарри Дэвис           |      | Университет штата Флорида               | Лёгкий форвард / Тяжёлый форвард                             | Четвёртый    | [ 2 ]      |
| 1977/78 | Рик Уилсон            |      | Луисвиллский университет                | Атакующий защитник / Разыгрывающий защитник                  | Четвёртый    |            |
| 1978/79 | Пэт Каммингс          |      | Университет Цинциннати                  | Тяжёлый форвард / Центровой                                  | Четвёртый    |            |
| 1979/80 | Даррелл Гриффит*      |      | Луисвиллский университет                | Атакующий защитник                                           | Четвёртый    | [ 3 ]      |
| 1980/81 | Дэвид Бёрнс           |      | Сент-Луисский университет               | Разыгрывающий защитник / Атакующий защитник                  | Четвёртый    |            |
| 1980/81 | Дерек Смит            |      | Луисвиллский университет                | Атакующий защитник / Лёгкий форвард / Разыгрывающий защитник | Третий       |            |
| 1981/82 | Кит Ли                |      | Университет Мемфиса                     | Тяжёлый форвард / Центровой                                  | Первый       |            |
| 1982/83 | Родни Маккрей         |      | Луисвиллский университет                | Лёгкий форвард / Тяжёлый форвард                             | Четвёртый    |            |
| 1983/84 | Джон Уильямс          |      | Тулейнский университет                  | Тяжёлый форвард / Центровой                                  | Третий       |            |
| 1984/85 | Кит Ли (2)            |      | Университет Мемфиса                     | Тяжёлый форвард / Центровой                                  | Четвёртый    |            |
| 1985/86 | Делл Карри            |      | Политехнический университет Виргинии    | Атакующий защитник / Лёгкий форвард                          | Четвёртый    |            |
| 1986/87 | Герберт Крук          |      | Луисвиллский университет                | Лёгкий форвард / Атакующий защитник                          | Третий       |            |
| 1987/88 | Бимбо Коулз           |      | Политехнический университет Виргинии    | Атакующий защитник / Разыгрывающий защитник                  | Второй       |            |
| 1987/88 | Первис Эллисон        |      | Луисвиллский университет                | Центровой / Тяжёлый форвард                                  | Третий       |            |
| 1988/89 | Джордж Макклауд       |      | Университет штата Флорида               | Лёгкий форвард / Атакующий защитник                          | Четвёртый    |            |
| 1989/90 | Кларенс Уизерспун     |      | Университет Южного Миссисипи            | Тяжёлый форвард / Лёгкий форвард                             | Второй       | [ 4 ]      |
| 1990/91 | Кларенс Уизерспун (2) |      | Университет Южного Миссисипи            | Тяжёлый форвард / Лёгкий форвард                             | Третий       | [ 4 ]      |
| 1991/92 | Кларенс Уизерспун (3) |      | Университет Южного Миссисипи            | Тяжёлый форвард / Лёгкий форвард                             | Четвёртый    | [ 4 ]      |
| 1992/93 | Клиффорд Розье        |      | Луисвиллский университет                | Центровой / Тяжёлый форвард                                  | Третий       |            |
| 1993/94 | Клиффорд Розье (2)    |      | Луисвиллский университет                | Центровой / Тяжёлый форвард                                  | Четвёртый    |            |
| 1994/95 | Джарвис Лэнг          |      | Университет Северной Каролины в Шарлотт | Тяжёлый форвард                                              | Четвёртый    | [ 5 ]      |